# Лундгрен, Дольф
Дольф Лундгрен (швед. Dolph Lundgren; настоящее имя — Ханс Лундгрен (швед. Hans Lundgren); род. 3 ноября 1957, Стокгольм) — американский киноактёр, кинорежиссёр, сценарист и продюсер шведского происхождения, знаменитый благодаря ролям в боевиках 1980-х — 1990-х годов; мастер боевых искусств.
Став известным в 1985 году после исполнения роли советского боксёра Ивана Драго в четвёртой части «Рокки», Лундгрен снялся более чем в 50 фильмах, наиболее известными среди которых являются «Разборка в Маленьком Токио», «Универсальный солдат», «Властелины Вселенной», «Дерево Джошуа», «Каратель» и серия «Неудержимые». В 2004 году Лундгрен дебютировал в качестве режиссёра, сняв фильм «Защитник», и впоследствии возглавил работу над картинами «Механик», «Миссионер», «Опасная гастроль» и «Машина для убийств».
Помимо кинематографа, Лундгрен добился значительных успехов в других сферах: магистр химического машиностроения (Сиднейский технологический университет, 1982) и стипендиат программы Фулбрайта Массачусетского технологического института, Дольф дважды выигрывал открытый чемпионат Великобритании (1980, 1981), становился чемпионом Австралии (1982) по Кёкусинкай, а также был капитаном Олимпийской сборной США по пятиборью. На пике формы, при росте 198 сантиметров и весе 120 килограммов, Лундгрен обладал выдающейся мускулатурой и по сей день является известной фигурой в мире бодибилдинга.
Лундгрен долгое время был женат на Анетт Квиберг, и у пары родились две дочери — Ида и Грета. В 2011 году средства массовой информации сообщили, что Лундгрен и Квиберг подали заявление о разводе.

## Биография

### Детство и юношество
Дольф родился в Спанге, пригороде Стокгольма, 3 ноября 1957 года, в семье представителей среднего класса — Карла и Бригитты Лундгрен. Карл Лундгрен был инженером по образованию и работал экономистом в правительстве Швеции, а Бригитта преподавала иностранные языки в школе. Помимо старшего Дольфа, у Карла и Бригитты также родились две дочери, Анника и Катарина, и сын Йохан.
По воспоминаниям Дольфа, отец нередко вымещал злость на нём и на его матери, в том числе при помощи рукоприкладства. Во время ссор Карл нередко называл своего сына «неудачником», что мотивировало Дольфа доказать обратное.

Я по-прежнему люблю своего отца несмотря ни на что. Многими его чертами я восхищаюсь и сегодня. Будучи ребёнком, я во многом походил на него: был очень упрямым, а он этого терпеть не мог.— Дольф Лундгрен
Именно трудные отношения с отцом стали причиной, по которой Дольф решил заниматься контактными видами спорта и посещать тренажёрный зал, хотя до этого был закомплексованным и подверженным аллергиям подростком, который «стеснялся своего хилого тела». Попробовав себя в дзюдо и карате годзю-рю, Дольф остановился на Кёкусинкай и «стал тренироваться как одержимый».
В 1977 году Лундгрен выиграл титул чемпиона Швеции, который удерживал три года, а в 1979 году принял участие в чемпионате мира. Несмотря на то, что на тот момент у Лундгрена был только зелёный пояс, а на чемпионате минимальным требованием было наличие коричневого пояса, Дольф приписал себе лишнюю степень мастерства на регистрации участников и позаимствовал пояс у кого-то из товарищей. Нокаутировав двух противников, Дольф вышел на фаворита турнира — японца Макоту Накамуру, опытного бойца со вторым даном чёрного пояса, который был тяжелее молодого шведа на 17 килограммов. В тяжёлом бою Накамура неоднократно использовал «грязные» приёмы, но даже при этом сумел выиграть только в дополнительном раунде спорным судейским решением. Этот бой стал самым тяжёлым для Накамуры, который в итоге выиграл чемпионат. Сам Дольф, несмотря на проигрыш, был очень доволен своим выступлением и через год стал капитаном сборной Швеции по карате. В 1980 году Лундгрен завоевал самый значительный титул в своей спортивной карьере, победив на открытом чемпионате Великобритании, который и защитил год спустя.

### Образование и военная служба
По окончании школы Лундгрен отправился в США. Получив предложения стипендии, Дольф изучал химию в Вашингтонском университете и университете Клемсон, но вскоре вернулся в Швецию для прохождения действительной срочной службы в Шведских вооружённых силах. После призыва он был направлен на прохождение курса тактико-специальной, специальной физической и водолазной подготовки в Учебный центр сил специального назначения шведского флота, который окончил в 1979 году. После этого Лундгрен был определён на службу в 1-й полк морской пехоты Швеции (швед. Amfibieregementet), где служил в подразделении подводных диверсионных сил и средств (швед. Kustjägare). Однако прослужить весь положенный срок в подразделении боевых пловцов ему было не суждено: в ходе службы он получил серьёзную физическую травму, которая препятствовала дальнейшей службе в боевом подразделении. Лундгрен ушёл из подразделения в звании капрала и был направлен дослуживать «на берег», будучи переведённым обратно в Учебный центр специального назначения флота. Так или иначе, но комиссован по состоянию здоровья Лундгрен не был, и уволился по окончании положенного срока службы.
Уволившись в запас, Дольф поступил в Королевский технологический институт в Стокгольме и получил диплом бакалавра химического машиностроения.
В 1982 году Лундгрен получил диплом магистра химического машиностроения в Сиднейском университете, а в 1983 — стал стипендиатом программы Фулбрайта Массачусетского технологического института (MIT), открывавшей путь к званию доктора наук. Однако в Бостон, где находится MIT, Лундгрен так и не уехал: во время учёбы в Сиднейском университете Дольф подрабатывал вышибалой в ночном клубе, где был замечен певицей Грейс Джонс, приехавшей с концертом. Впечатлённая физическими данными Лундгрена, Джонс наняла его в качестве телохранителя. Впоследствии между ними сложились очень близкие отношения, и вместо Бостона Лундгрен отправился в Нью-Йорк.

### Переезд в Нью-Йорк

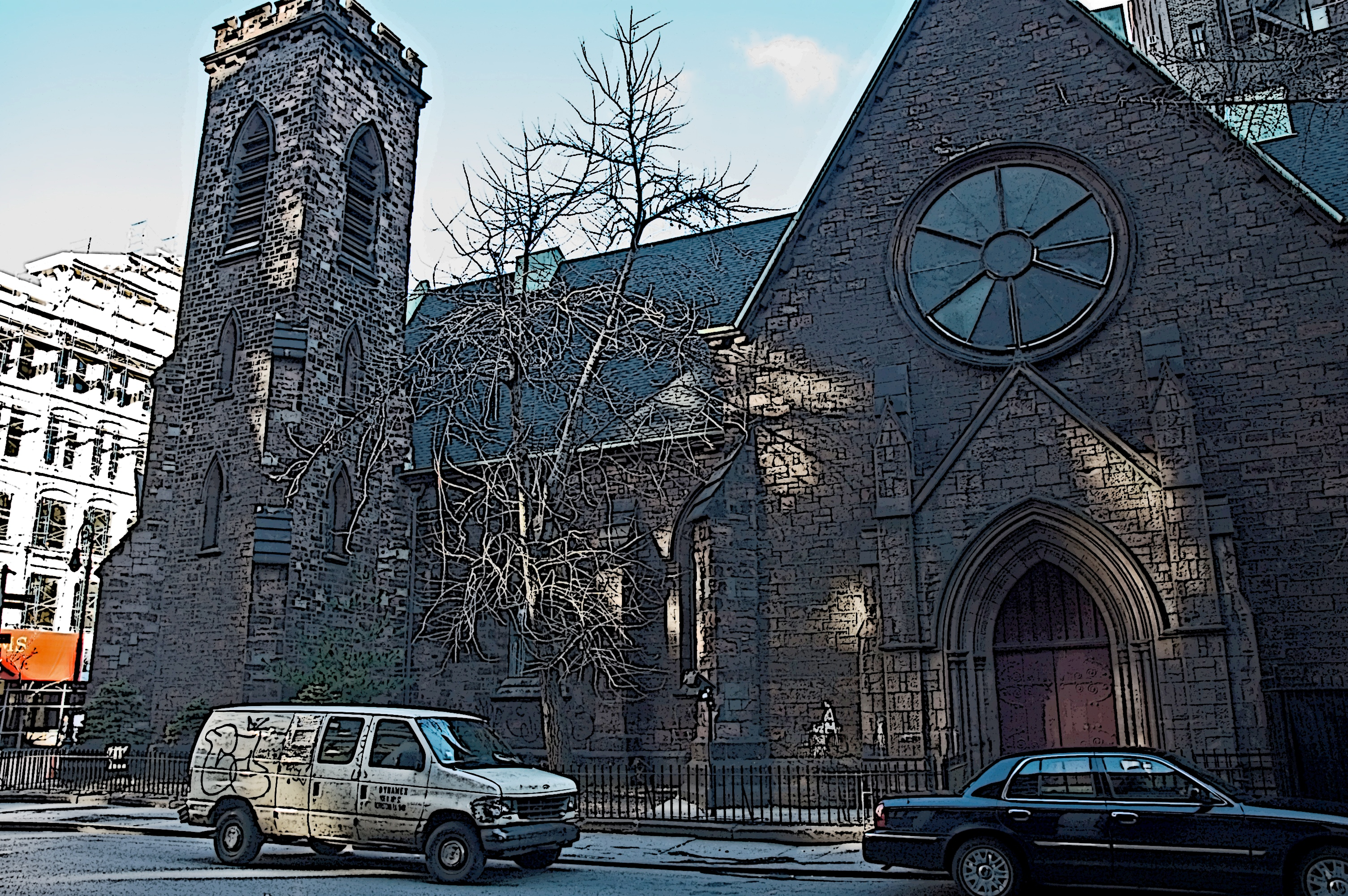
The Limelight — бывшая церковь в Манхэттене, переделанная в клуб, где Лундгрен работал вышибалой

Приехав в Нью-Йорк, Лундгрен поселился в квартире Джонс и попытался пробиться в модельный бизнес, где наткнулся на отказ, поскольку «был слишком высок и мускулист». Тогда Дольф устроился вышибалой в манхэттенский ночной клуб «The Limelight», обустроенный в бывшем здании епископальной церкви, где его коллегой стал Чезз Палминтери. Днём Лундгрен посещал курсы актёрского мастерства в школе Уоррена Робертсона, позже сказав, что «жизнь в Нью-Йорке открыла моим шведским глазам разнообразие людей и стилей жизни, преимущественно в искусстве. Я тусовался с Энди Уорхолом, Китом Харингом, Иман и Стивом Рубеллом; танцевал в „Студии 54“ и учился актёрскому мастерству с Энди Макдауэлл и Томом Халсом». Благодаря своим физическим данным и «нордической» внешности Лундгрен выделялся в толпе, и друзья воодушевляли его попробовать себя в кино. Несмотря на то, что Дольф проучился две недели в MIT, в итоге он всё же поддался на уговоры.

## Кинокарьера

### Начало

Роль советского боксёра Ивана Драго стала прорывом в карьере Лундгрена

Во время съёмок очередной части «бондианы» — «Вид на убийство» — Грейс Джонс помогла Лундгрену получить очень маленькую роль телохранителя генерала КГБ. Кинематограф увлёк Лундгрена, и Дольф отослал своё видео и фотографии кастинг-агенту, работавшему с Сильвестром Сталлоне, который на тот момент искал актёра на роль главного отрицательного героя в фильме «Рокки 4». Сначала 198-сантиметрового шведа отсеяли из-за слишком высокого роста, но Лундгрен сделал новое портфолио с фотографиями в боксёрской форме и, обойдя 5 тысяч кандидатов, сумел получить роль устрашающего советского боксёра Ивана Драго. Для большей достоверности Лундгрен стал усиленно заниматься тяжелой атлетикой, бодибилдингом и боксом и на момент съёмок весил 118 килограммов, больше, чем когда бы то ни было до этого. Сталлоне, настаивавший на том, «чтобы всё было по-настоящему», уговорил Лундгрена драться всерьёз. Дольф долго отказывался, но потом всё же согласился, после чего Сталлоне пришлось увезти в больницу с двумя сломанными рёбрами и переломом челюсти, а съёмки приостановить на некоторое время..
Фильму способствовала широкомасштабная рекламная кампания, в которой герой Лундгрена был представлен зрителю как «122-килограммовая, беспощадная боевая машина; лучшее, что могла создать советская наука и медицина». Сам Дольф впоследствии отозвался о премьере фильма как о поворотном моменте своей жизни, заметив, что «вошёл в зал как парень Грейс Джонс, а через 90 минут вышел как кинозвезда Дольф Лундгрен».
Лаконичные реплики Драго «умрёт, так умрёт» (англ. If he dies he dies) и «я должен тебя сломать» (англ. I must break you) стали одними из наиболее известных во всей серии фильмов о Рокки и часто цитируются в массовой культуре.

### Развитие
Первую главную роль Лундгрен получил в 1987 году в фантастическом боевике «Властелины Вселенной» по мотивам комикса и мультфильма — «Хи-Мен и властелины вселенной». Фильм не имел успеха ни среди зрителей (13 % свежести по шкале сайта Rotten Tomatoes), ни среди критиков. Последние называли Лундгрена «односложным» и «слишком деревянным, чтобы играть главную роль», предрекая обречённость на вторые роли из-за отсутствия какой-либо актёрской палитры.
Похожая судьба ждала его следующий фильм — «Красный скорпион» (1988), где Лундгрен вновь исполнил роль русского военного (ранее такой ролью стал Иван Драго — капитан Советской армии), Николая, отправленного в африканскую страну сражаться с антикоммунистическим режимом. По ходу действия Николай переходит на сторону противника и начинает войну против своего правительства. Фильм получил 11 процентов свежести по шкале Rotten Tomatoes, а критики обрушились в адрес Лундгрена, называя его мышцы более выразительными, чем его каменное лицо и монотонный голос. Немногим лучше оказался приём последовавших «Карателя» и «Ангела тьмы», также известного как «Я пришёл с миром».

Лундгрен в роли Эндрю Скотта в фильме «Универсальный солдат»

Невзирая на критические отзывы о своей игре, Лундгрен стремился к исполнению ролей, выходящих за рамки немногословных героев, методично уничтожающих врагов. Так, он с удовольствием взялся за роль в «Ангеле тьмы», потому что «там были осмысленные диалоги и возможность для актёрской игры». По той же причине его привлёк триллер «Чёрный октябрь» (в российском прокате также известный как «Крыша» и «Версия») об американском журналисте, противостоящем террористической группировке с одноимённым названием (отсылка к реальной организации «Чёрный сентябрь»). Фильм, хоть и не собрал большой кассы, но был охарактеризован впоследствии в книге Роберта Сеттла «Терроризм в американском кино: аналитическая фильмография 1960—2008» как «волнующий взгляд изнутри на политику США на Ближнем Востоке».
Следующие два фильма стали самыми известными в карьере Лундгрена после «Рокки 4», хотя похвал от критиков в свой адрес актёр не снискал. «Разборка в Маленьком Токио», где Дольф сыграл лос-анджелесского полицейского, борющегося с японской мафией в паре с Брэндоном Ли, вызвала преимущественно негативные отзывы относительно актёрской игры Лундгрена. Журнал «Варьете» писал, что «Лундгрен мог бы дорасти до уровня продаваемости Ван Дамма, если бы уделял актёрской игре столько же времени, сколько уделяет развитию грудных мышц». Но не обошлось и без позитивных отзывов: Дэвид Фокс из «Лос-Анджелес Таймс» назвал фильм «классным действием».
В «Универсальном солдате» (1992 год) Лундгрен вернулся к роли отрицательного персонажа, сыграв американского солдата-садиста Эндрю Скотта. Сержант Скотт, издевающийся над мирными вьетнамскими жителями, погибает от руки однополчанина Люка Деверо (Жан-Клод Ван Дамм), но перед смертью успевает застрелить последнего. Впоследствии оба солдата реанимируются учёными в рамках секретного проекта для выполнения особых заданий, но Скотт выходит из-под контроля, и Деверо должен его остановить. На премьере фильма в Каннах Ван Дамм и Лундгрен чуть не разодрались, но были вовремя растащены охранниками. Лундгрен впоследствии подтвердил, что это был всего лишь рекламный трюк, и если бы он хотел ударить Жан-Клода, то сделал бы это молча, что привело бы к печальным последствиям для бельгийского актёра. «Универсальный солдат» на тот момент стал самым кассовым фильмом с участием Лундгрена после «Рокки 4»: при бюджете в 23 миллиона долларов суммарные сборы составили 101 миллион (36 миллионов в США и 65 миллионов в мире). Впрочем, критики и тут не рассыпались в похвалах, называя фильм «клоном Терминатора 2» и «типичным, бессмысленным боевиком». Известный критик Роджер Эберт сказал: «Неблагодарное это занятие — играть тупых качков, которые дерутся на протяжении всего фильма, обмениваясь односложными глупостями».

### Спад

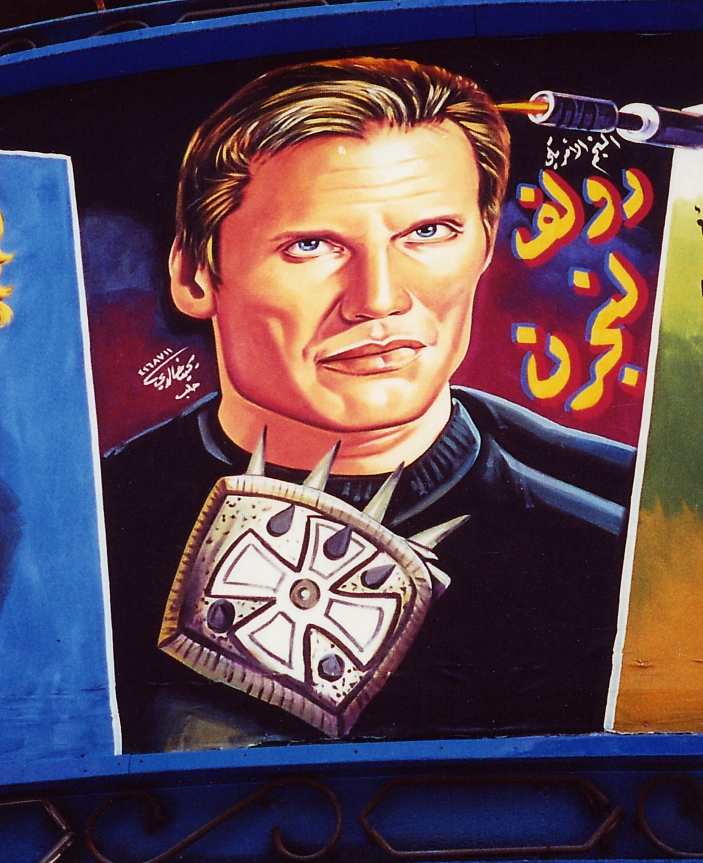
Портрет Лундгрена на стене кинотеатра в Дамаске, Сирия

После «Универсального солдата» карьера Лундгрена пошла на спад: Дольф стал сниматься в фильмах, которые почти не пользовались популярностью среди как зрителей, так и критиков, которые и ранее его не чествовали. К таким работам относятся «Дерево Джошуа», «Солдаты фортуны» и «Чемпион» («Пятиборец»), собравшие незначительную кассу и негативные отзывы. Впрочем, за роль в «Чемпионе» Лундгрен получил награду, хоть и весьма своеобразную. Для большей достоверности образа Дольф прошёл подготовку в составе олимпийской сборной США по пятиборью и был назначен её капитаном на Олимпиаде-1996. В задачи Лундгрена, не участвовавшего в официальных соревнованиях, входили координация взаимодействий с Олимпийским комитетом США и популяризация спорта в целом.
Несколько выделился футуристический киберпанк «Джонни-мнемоник» с участием Киану Ривза и Такэси Китано, однако не с позитивной стороны. Действие фильма разворачивается в антиутопичном технократическом мире будущего, где власть корпораций и всепроникающие информационные технологии сочетаются с социальным расслоением, нищетой, преступностью. Герой Ривза — курьер, чей мозг используется для перевозки ценной информации — получает данные, угрожающие могуществу корпорации «Фармакон», и глава организации (Китано) нанимает убийцу — уличного проповедника (Лундгрен) для захвата курьера. Снятый в Канаде, фильм провалился в прокате, собрав 19 миллионов долларов против 26-миллионного бюджета. Критические отзывы были преимущественно негативными: Роджер Эберт отозвался о фильме как о «глупом выпаде современного кино, не заслуживающем даже наносекунды серьёзного осмысливания». По шкале Rotten Tomatoes фильм немного превзошёл «Красного скорпиона», набрав всего 14 процентов.
В дальнейших фильмах, снятых в период с 1997 по 2008 год, Лундгрен работал с малоизвестными актёрами и режиссёрами, в результате чего ни одна из картин не обрела широкой популярности. Несмотря на восторженные отзывы относительно физической формы Лундгрена, содержание фильмов и актёрская игра вызывали негативные отзывы вроде «очередная бредятина от Лундгрена» или саркастические ремарки по типу «Дольф обеспечил себе бессмертие в фильмах, миновавших кинотеатры». Позитивных отзывов удостоился лишь фильм «Миротворец» о майоре ВВС США, который должен предотвратить убийство президента и остановить ядерный взрыв. Лундгрен также пробовался на роль непобеждённого гладиатора Тигриса из Галлии в блокбастере «Гладиатор», но, по словам режиссёра фильма Ридли Скотта в интервью телеведущему Джею Лено, «как актёр, он не подошёл к тому, чего мы пытались достичь».
Несмотря на изобилие работ (в период с 1997 по 2008 годы Лундгрен снялся в 17 фильмах), ни одна из них не получила большого количества позитивных отзывов и не завоевала зрительской любви. Комедия «Толстушки» вообще попала в список 100 худших фильмов за историю кино на сайте IMDb. Формирование собственной кинокомпании «Thor Productions» и работа на съёмочной площадке в качестве режиссёра, результатом которой в этот период стали четыре картины, также не принесли Дольфу похвальных отзывов, не говоря уже о наградах. Исключение составил только «Механик»: с ремаркой «Лундгрен не совсем Клинт Иствуд, когда дело доходит до режиссуры и актёрской игры» фильм был описан критиками как «раздача смертей от нордического Левиафана» и как «вся серьёзная перестрелка, которую ты хочешь видеть в пятницу вечером». Здесь весьма примечательно сравнение с Иствудом, так как Лундгрен является большим поклонником Клинта, и по этой причине сам снял «современный вестерн» — «Миссионер». Впрочем, ни «Миссионер», ни другие два фильма Лундгрена («Защитник» и «Бриллиантовые псы», снятый совместно с Шимоном Дотаном) не получили широкого признания.

### Возвращение

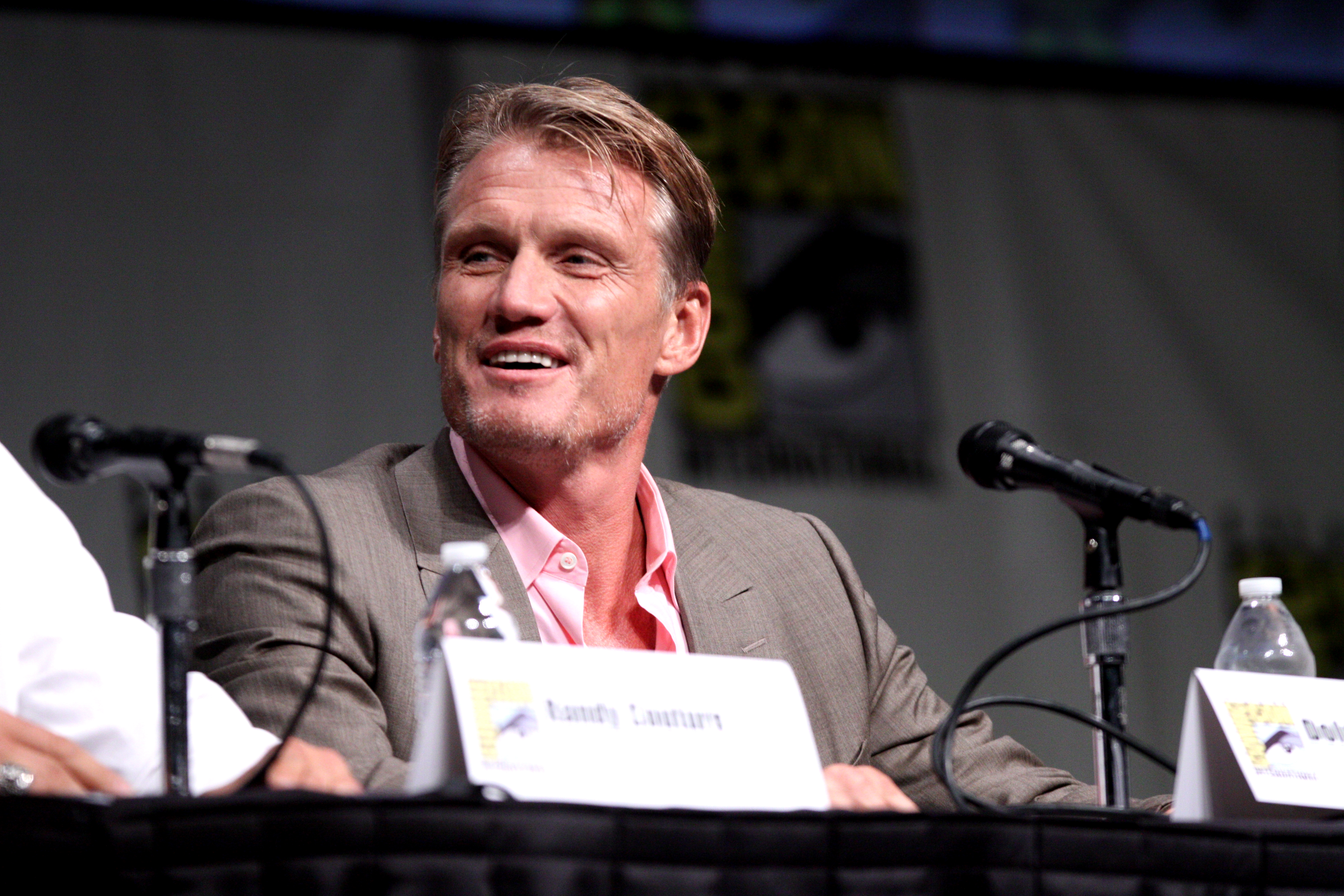
Лундгрен на пресс-конференции, посвящённой фильму «Неудержимые 2»

Конец 2000-х—начало 2010-х стал временем возвращения Лундгрена к персонажу Эндрю Скотту, которого он сыграл в «Универсальном солдате»: снятый в начале 2009 года, в 2010-м в прокат вышел «Универсальный солдат 3: Возрождение», получивший в основном положительные отзывы от зрителей и критиков, а годом позже Лундгрен снялся в «Универсальном солдате 4», релиз которого состоялся в 2012 году.
Также в 2010 году на экраны вышел боевик Сильвестра Сталлоне о группе элитных наёмников — «Неудержимые», в котором Лундгрен сыграл второстепенную роль шведа-наркомана Гуннара Йенсена, члена отряда Барни Росса (персонаж Сталлоне). В мировом прокате фильм собрал более 274 миллионов долларов при бюджете в 82 миллиона. В 2012 и 2014 годах он снялся в продолжениях — «Неудержимые 2», «Неудержимые 3» в той же роли практически при том же актёрском составе.
В 2017 году снялся в клипе американской группы Imagine Dragons на песню «Believer», а через год вернулся к своей дебютной роли Ивана Драго в фильме «Крид 2» — восьмой части серии «Рокки». Однако здесь герой Лундгрена предстал скорее как антигерой, а противником нового протагониста Адониса Крида выступил сын Ивана, Виктор Драго (его сыграл настоящий боксёр Флориан Мунтяну). Фильм был положительно встречен зрителями и критиками, также Лундгрен показал, что может играть и драматического персонажа. В 2018 году Лундгрен сыграл в супергеройском фильме «Аквамен». Фильм получил положительные отзывы от критиков и зрителей, а также собрал миллиард долларов в прокате, став самым кассовым фильмом в карьере актёра.

## Личная жизнь

### Вне съёмочной площадки

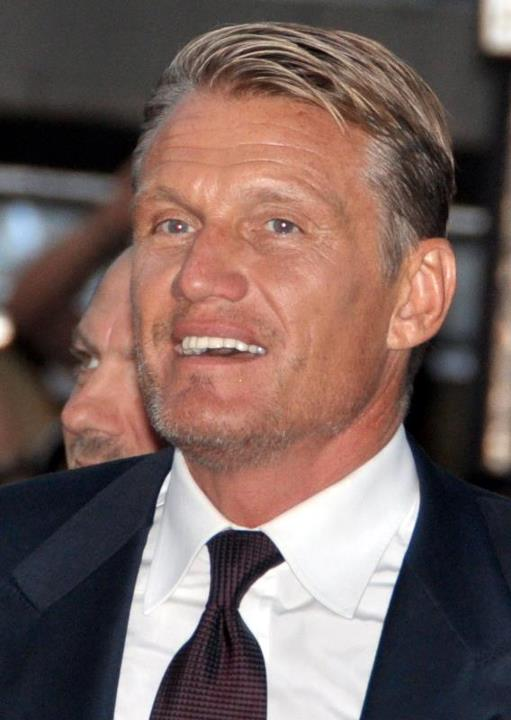
Лундгрен в 2012 году на премьере фильма «Неудержимые 2» в Париже

Образование, внешний вид и спортивные достижения Лундгрена часто приводили к тому, что его физические данные и умственные возможности становились объектом преувеличений в прессе. Например, говорилось, что его IQ составляет 160, а рост — 198 см (и то, и другое Лундгрен сам опроверг). Данные относительно его роста разрозненны: «Bodybuilding.com» и «Celebheights.com» указывают рост 188-190 см сантиметра. Сам Дольф утверждал, что его рост составляет 198 сантиметров: по этой причине он изначально был отвергнут для роли Ивана Драго, для которой был утверждён лимит роста в 188 см. Кроме того, Лундгрену приписывалось владение французским, японским, итальянским, русским и вепсским языками, однако знания Дольфа в этих областях весьма ограничены. Впрочем, он свободно может общаться на шведском, английском и испанском языках.
Несмотря на то, что Лундгрен никогда не участвовал в соревнованиях по бодибилдингу, в мире культуризма и фитнеса он является весьма известной фигурой. В январе 2011 года, в интервью журналу «GQ» Лундгрен объявил о грядущем выпуске линейки витаминов и биодобавок. «Bodybuilding.com» охарактеризовал Лундгрена как человека, «выглядящего на 30, а не 50, который является олицетворением правильного питания и грамотной физической нагрузки, практикуемых им на протяжении 35 лет». По собственному утверждению, Лундгрен тренируется до шести раз в неделю, предпочитая одночасовые тренировки с утра, поскольку «это всего лишь один час, а потом можно 23 часа наслаждаться». Несмотря на то, что Лундгрен работал с утяжелениями ещё с детства, серьёзно он увлёкся бодибилдингом после знакомства с Сильвестром Сталлоне. Сталлоне долгое время был наставником Лундгрена, заставляя Дольфа дисциплинированно поддерживать тренировочный режим и строгую диету. По признанию Лундгрена, лучшими упражнениями для наращивания мышц являются становая тяга и присед. Помимо этого, Дольф продолжает практиковать карате и особенно любит спарринговать. Лундгрен мало употребляет алкоголь, но признавался в любви к коктейлям, которые он «очень хорошо делает благодаря образованию химика».
В 2007 году Лундгрен участвовал в российском телешоу «Король ринга», проведя бой вне рамок турнира с бывшим профессиональным бойцом смешанных единоборств Олегом Тактаровым. Тактаров, двукратный чемпион мира по самбо и чемпион «UFC 6», выглядел предпочтительнее и одержал победу единогласным решением судей. В интервью после боя Олег сказал, что «снимает шляпу» перед Дольфом, поскольку тот выдержал тяжелейшие удары и продолжал бороться.
В 2010 году Лундгрен был одним из трёх ведущих «Melodifestivalen», музыкального конкурса, где отбирался участник Евровидения-2010 от Швеции. В первом выпуске Лундгрен вёл программу совместно с комедианткой Кристин Мельцер и певцом Монсом Зелмерлёвом. В ходе шоу Лундгрен изобразил Элвиса Пресли, исполнив песню «A Little Less Conversation», чем вызвал бурю негодования среди критиков.
Рост 197 см., вес 120 кг.

### Связи
Помимо Грейс Джонс, Лундгрен встречался с фотомоделями Полой Барбьери, Дженис Дикинсон и Стефани Адамс, а также актрисами Самантой Филлипс и Лесли Энн Вудворд.
В 1990 году Лундгрен познакомился с дизайнером ювелирных украшений, шведкой Анетт Квиберг, с которой начал встречаться, и в 1993 году, во время пресс-тура фильма «Универсальный солдат», сделал ей предложение. В 1994 году состоялась свадьба, после которой новобрачные отправились в медовый месяц в Марракеш. После возвращения супруги обосновались в Марбелье, Испания, где и проходила их свадьба. В 1996 году у четы родилась дочь Ида Сигрид Лундгрен, а в 2001 — Грета Эвелин Лундгрен. Именно для того, чтобы дать детям «нормальное детство», Лундгрен и Квиберг предпочли жить вдали от Голливуда. В мае 2009 года на виллу Лундгрена вломились трое грабителей в масках, которые связали находившуюся дома Анетт, но сбежали, когда увидели, что дом принадлежит Лундгрену. Позже Лундгрен утверждал, что грабители были из Восточной Европы, и пытался найти их через свои связи, но это ему не удалось.
В 2011 году Лундгрен и Квиберг объявили о разводе, причём на тот момент супруги уже жили раздельно. Шведские СМИ сообщили, что церемонию вручения Оскаров в 2011 году Лундгрен уже посетил с новой подругой. В июле 2023 года стало известно, что Лундгрен женился на Эмме Крокдал.

### Болезнь
В 2015 году у Лундгрена диагностировали рак почки. После удаления опухоли у актёра наступила пятилетняя ремиссия. В 2020 году врачи обнаружили у него метастазы в почках и печени. Во время операции их не удалось полностью удалить, поэтому артисту был назначен курс химиотерапии. Во время лечения начались побочные эффекты, из-за постоянной диареи Лундгрен сильно похудел. В 2021 году болезнь стала прогрессировать и была назначена новая терапия. За первые три месяца размер опухолей уменьшился на 20-30 %, а к концу терапии — на 90 %. В 2023 году актёру удалили рубцовые ткани и оставшиеся опухоли. В ноябре 2024 года актёр объявил о том, что полностью победил болезнь.

## Фильмография
Курсивом выделены запланированные фильмы.

### Актёр
| Год       |    | Русское название                     | Оригинальное название                 | Роль                                            |
| --------- | -- | ------------------------------------ | ------------------------------------- | ----------------------------------------------- |
| 1985      | ф  | Вид на убийство                      | A View to Kill                        | Венц                                            |
| 1985      | ф  | Рокки 4                              | Rocky IV                              | Иван Драго                                      |
| 1987      | ф  | Властелины Вселенной                 | Masters of the Universe               | Хи-Мен                                          |
| 1989      | ф  | Красный скорпион                     | Red Scorpion                          | Николай Раченко                                 |
| 1989      | ф  | Каратель                             | The Punisher                          | Фрэнк Касл / Каратель                           |
| 1990      | ф  | Ангел тьмы                           | Dark Angel                            | Джек Кейн                                       |
| 1991      | ф  | Крыша                                | Cover-Up                              | Майк Андерсон                                   |
| 1991      | ф  | Разборка в Маленьком Токио           | Showdown in Little Tokyo              | Крис Кеннер                                     |
| 1992      | ф  | Универсальный солдат                 | Universal Soldier                     | Эндрю Скотт                                     |
| 1993      | ф  | Дерево Джошуа                        | Joshua Tree                           | Веллман Энтони Санти                            |
| 1994      | ф  | Чемпион                              | Pentathlon                            | Эрик Брогар                                     |
| 1994      | ф  | Солдаты фортуны                      | Men of War                            | Ник Гунар                                       |
| 1995      | ф  | Джонни-мнемоник                      | Johnny Mnemonic                       | Карл Хониг (уличный проповедник)                |
| 1995      | ф  | Стрелок                              | The Shooter                           | Майкл Дэйн                                      |
| 1996      | ф  | Под прицелом                         | Silent Trigger                        | Ваксман («Стрелок»)                             |
| 1997      | ф  | Миротворец                           | The Peacekeeper                       | Фрэнк Кросс                                     |
| 1998      | ф  | Миньон                               | The Minion                            | Лукас Садоров                                   |
| 1998      | ф  | Чистильщик                           | Sweepers                              | Кристиан Эриксон                                |
| 1998      | тф | Блэкджек                             | Blackjack                             | Джек Девлин                                     |
| 1999      | ф  | Битва драконов                       | Bridge of Dragons                     | Варчайлд                                        |
| 1999      | ф  | Воздушный охотник                    | Storm Catcher                         | Джек Холлоуэй                                   |
| 2000      | ф  | Внезапный удар                       | Jill Rips                             | Мэтт Соренсон                                   |
| 2000      | ф  | Последний рубеж                      | The Last Patrol                       | Ник Престон                                     |
| 2000      | ф  | Универсальный агент                  | Agent Red                             | Мэтт Хендрикс                                   |
| 2001      | ф  | Тайный план                          | Hidden Agenda                         | Джейсон Прайс                                   |
| 2003      | ф  | Урок выживания                       | Detention                             | Сэм Декер                                       |
| 2004      | ф  | Напролом                             | Direct Action                         | Фрэнк Гэннон                                    |
| 2004      | ф  | Толстушки                            | Fat Slags                             | Рэнди                                           |
| 2004      | ф  | Ретроград                            | Retrograde                            | Джон Фостер                                     |
| 2004      | ф  | Защитник                             | The Defender                          | Лэнс Рокфорд                                    |
| 2005      | ф  | Механик                              | The Mechanic                          | Николай Черенко                                 |
| 2006      | ф  | Расследование                        | The Inquiry                           | Бриксос                                         |
| 2007      | ф  | Бриллиантовые псы                    | Diamond Dogs                          | Ксандер Ронсон                                  |
| 2007      | ф  | Миссионер                            | Missionary Man                        | Райдер                                          |
| 2009      | ф  | Прямой контакт                       | Direct Contact                        | Мик Риггинс                                     |
| 2009      | ф  | Опасная гастроль                     | Command Performance                   | Джо                                             |
| 2010      | ф  | Универсальный солдат 3: Возрождение  | Universal Soldier: Regeneration       | Эндрю Скотт                                     |
| 2010      | ф  | Неудержимые                          | The Expendables                       | Гуннар Йенсен                                   |
| 2010      | ф  | Машина для убийств                   | Icarus                                | Виктор Калмаков / Эдвард «Икар» Дженн           |
| 2010      | с  | Чак                                  | Chuck                                 | Марко                                           |
| 2011      | с  | Трудоголики                          | Workaholics                           | камео                                           |
| 2011      | ф  | Во имя короля 2                      | In the Name of the King 2: Two Worlds | Грейнджер                                       |
| 2012      | ф  | Тайник                               | Stash House                           | Энди Спектор                                    |
| 2012      | ф  | Узник                                | One in the Chamber                    | Алексей Андреев                                 |
| 2012      | ки |                                      | The Expendables 2 Videogame           | Гуннар Йенсен                                   |
| 2012      | ф  | Неудержимые 2                        | The Expendables 2                     | Гуннар Йенсен                                   |
| 2012      | ф  | Универсальный солдат 4               | Universal Soldier: Day of Reckoning   | Эндрю Скотт                                     |
| 2013      | ф  | Безвыходная ситуация                 | Small Apartments                      | доктор Сэйдж Меннокс                            |
| 2013      | ф  | Посылка                              | The Package                           | «Немец»                                         |
| 2013      | ф  | Битва проклятых                      | Battle of the Damned                  | Макс Гатлинг                                    |
| 2013—2014 | с  | Спасатели 3                          | SAF3                                  | Джон Эрикссон                                   |
| 2013      | ф  | Гонка                                | Ambushed                              | Максвелл                                        |
| 2013      | ф  | Кровь искупления                     | Blood of Redemption                   | Аксель                                          |
| 2013      | ф  | Легенды: Гробница дракона            | Legendary: Tomb of the Dragon         | Харкер                                          |
| 2014      | ф  | Некая справедливость                 | Puncture Wounds                       | Холлис                                          |
| 2014      | ф  | Неудержимые 3                        | The Expendables 3                     | Гуннар Йенсен                                   |
| 2015      | ф  | Работорговля                         | Skin Trade                            | Ник Кэссиди                                     |
| 2015      | ф  | Боевые свиньи                        | War Pigs                              | капитан Ханс Пико                               |
| 2015      | ф  | Мальчишник                           | Мальчишник                            | муж Наташи                                      |
| 2013      | ф  | Хороший, плохой или мёртвый          | 4Got10                                | Боб                                             |
| 2015      | ф  | Бунт                                 | Riot                                  | Уильям                                          |
| 2016      | ф  | Озеро акул                           | Shark Lake                            | Клинт Грей                                      |
| 2016      | ф  | Да здравствует Цезарь!               | Hail, Caesar!                         | камео                                           |
| 2016      | ф  | Детсадовский полицейский 2           | Kindergarten Cop 2                    | агент Рид                                       |
| 2016      | с  | Стрела                               | Arrow                                 | Константин Ковар                                |
| 2016      | ф  | Кража                                | Larceny                               | Джек                                            |
| 2016      | ф  | Не убивай его                        | Don’t Kill It                         | Джебедайя Вудли                                 |
| 2017      | ф  | На колёсах                           | Tour De Pharmacy                      | Густав Диттерс                                  |
| 2017      | ф  | Акулий торнадо 5: Глобальное роение  | Sharknado 5: Global Swarming          | Гилберт                                         |
| 2018      | ф  | Крид 2                               | Creed 2                               | Иван Драго                                      |
| 2018      | ф  | Аквамен                              | Aquaman                               | царь Нерей                                      |
| 2018      | ф  | Чёрные воды                          | Black Water                           | Марко                                           |
| 2018      | ф  | Ищейка                               | The Tracker                           | Эйден Хаканссон                                 |
| 2019      | ф  | Ускорение                            | Acceleration                          | Владик Зорич                                    |
| 2019      | ф  | Четыре Башни                         | Hard Night Falling                    | Майкл Андерсон                                  |
| 2020      | ф  | Одни Щенки: Рождественская опасность | Pups Alone: A Christmas Peril         | Неизвестно                                      |
| 2021      | ф  | Падение замка                        | Castle Falls                          | Ричард Эриксон                                  |
| 2022      | мф | Миньоны: Грювитация                  | Minions: The Rise of Gru              | Спиннер                                         |
| 2023      | ф  | Неудержимые 4                        | The Expendables 4                     | Гуннар Йенсен                                   |
| 2023      | ф  | Аквамен и потерянное царство         | Aquaman and the Lost Kingdom          | царь Нерей                                      |
| 2023      | ф  | Слай Сталлоне                        | Sly                                   | В роли самого себя, хроника, в титрах не указан |
| 2024      | ф  | Крайне опасен                        | Wanted Man                            | Трэвис Йохансен                                 |

### Режиссёр
- 2004 — «Защитник»
- 2005 — «Механик»
- 2007 — «Бриллиантовые псы» (сорежиссёр)
- 2007 — «Миссионер»
- 2009 — «Опасная гастроль»
- 2010 — «Машина для убийств»
- 2021 — «Падение замка»
- 2024 — «Крайне опасен»

### Сценарист
- 2005 — «Механик»
- 2007 — «Миссионер»
- 2009 — «Опасная гастроль»
- 2015 — «Работорговля»

### Продюсер
- 1994 — «Чемпион» (исполнительный продюсер)
- 2007 — «Бриллиантовые псы» (исполнительный продюсер)
- 2012 — «Тайник» (исполнительный продюсер)
- 2013 — «Битва проклятых» (исполнительный продюсер)
- 2013 — «Гонка»
- 2014 — «Некая справедливость»
- 2015 — «Работорговля»